# Сират
Сират (араб. الصراط‎, арабізоване лат. strata; «шлях») 
1. У Корані це слово зустрічається більше 40 разів у значенні «прямий (правильний) шлях» (ас-сират аль-мустакім). Шиїти-імаміти трактують коранічний сират як «вірність», «відданість» Алідам: шлях до Аллаха веде через визнання їх і слідування за ними.
2. У мусульманській есхатології сират має інше значення: міст («тонший за волосину і лезо меча»), що призначений для випробування віруючих. Не виключено, що у описах сирату міститься алегорія.
Згідно з уявленнями суннітів про рай і пекло, праведники проходять цим мостом «зі швидкістю блискавки», а грішники падають з нього до пекла. Шиїти-імаміти вважають, що в День воскресіння мостом, справа від якого буде Мухаммед, а зліва — Алі (до них промовляє Аллах: «Вкиньте вдвох до гієнни всякого невірного, впертого» — Коран, 50: 24/23), пройдуть до раю лише ті, хто отримає указ (фірман) від Алі — «розпорядника» раю і пекла.
Ідея мосту для випробування віруючих запозичена мусульманами, очевидно, з системи есхатологічних уявлень зороастрійців. Там добре божество Вай, що виступає захисником праведних зороастрійців, проводить душі померлих мостом Чинват до відведеного місця. 
У вченні єзидизму існує поняття Сарат, що запозичене з зороастризму та Корану. Це міст, який праведники проходять беперешкодно, а грішники падають з нього у пекло. На мосту стоїть заступник єзидів Малак Шихисін.